# Bruce Bickford
Bruce Bickford (nascido em 1947 e falecido em 2019) foi um veterano animador de stop-motion. Ele fez várias colaborações com o músico Frank Zappa, resultando em seus trabalhos mais famosos, como The Amazing Mr. Bickford. A estréia de seu trabalho para o grande público foi com o filme Baby Snakes, de Zappa, aonde há várias peças de animação surrealista.